# Fadhel Al Khater
Fadhel Al Khater, né le 6 juin 1990,, est un coureur cycliste qatarien.

## Biographie
Bon rouleur, Fadhel Al Khater est devenu à quatre reprises champion du Qatar du contre-la-montre. Il a également participé aux championnats du monde de 2021. 
En 2023, il intègre l'effectif de l'équipe continentale Iraq Cycling Project. Il continue toutefois de représenter son pays lors de grands événements internationaux. On le retrouve ainsi au départ des Jeux panarabes et des championnats du monde, disputés à Glasgow. 

## Palmarès et résultats

### Palmarès par année
- 2019
  -  Champion du Qatar du contre-la-montre
- 2020
  -  Champion du Qatar du contre-la-montre
- 2021
  -  Champion du Qatar du contre-la-montre
- 2022
  -  Champion du Qatar du contre-la-montre

### Classements mondiaux
| Année                                 | 2019  | 2020 | 2021  | 2022  |
| ------------------------------------- | ----- | ---- | ----- | ----- |
| Classement mondial                    | 1399e | 999e | 1042e | 1455e |
| UCI Asia Tour                         | 97e   | 54e  | 36e   | 115e  |
|                                       |       |      |       |       |
| Légende : nc = non classéSource : UCI |       |      |       |       |